# 帕斯度體育會
帕斯度體育會（西班牙語：Asociación Deportivo Pasto），或稱為Deportivo Pasto，是一支位于哥倫比亞纳里尼奥省帕斯托足球會，現時於哥倫比亞足球甲級聯賽作賽，他們的主場是利柏泰迪球場。帕斯度是哥倫比亞聯賽中處於最西南的球會。帕斯度成立於1949年10月12日，曾於2006年首階段贏得聯賽冠軍，之後兩季皆奪亞軍。